# Rheinanliegerstaat
Die Rheinanliegerstaaten sind die Nachfolgestaaten der Unterzeichner der Rheinschiffahrtsakte von 1831:
- die Bundesrepublik Deutschland
- das Königreich Belgien,
- die Französische Republik,
- das Königreich der Niederlande,
- die Schweizerische Eidgenossenschaft.

Die zuständigen Umweltminister vertreten diese Staaten auf der Rheinministerkonferenz. Die bisherigen Rheinministerkonferenzen:
- 1. RMK: 25./26. Oktober 1972 in Den Haag
- 2. RMK: 4./5. Dezember 1973 in Bonn
- 3. RMK: 1. April 1976 in Paris
- 4. RMK: 24./25. Februar 1977 in Den Haag
- 5. RMK: ?
- 6. RMK: 17. November 1981 in Paris
- 7. RMK: 19. Dezember 1986 in Rotterdam (sowie aufgrund der Chemiekatastrophe von Schweizerhalle außerplanmäßig bereits am 12. November 1986 in Zürich/Glattbrugg)
- 8. RMK: 1. Oktober 1987 in Straßburg
- 9. RMK: 10./11. Oktober 1988 in Bonn
- 10. RMK: 29./30. November 1989 in Brüssel
- 11. RMK: 8. Dezember 1994 in Bern
- 12. RMK: 22. Januar 1998 in Rotterdam
- 13. RMK: 29. Januar 2001 in Straßburg
- 14. RMK: 18. Oktober 2007 in Bonn
- 15. RMK: 28. Oktober 2013 in Basel

Die Rheinanliegerstaaten verfügen über verschiedene Instrumente zur Wahrung ihrer gemeinsamen Interessen.
Zentralkommission für die Rheinschifffahrt in Straßburg dient der Wahrung der in der Mannheimer Rheinschifffahrtsakte vom 17. Oktober 1868 verbürgten Grundsätze : Schifffahrtsfreiheit, Gleichbehandlung der Schiffe aller Nationen – Freistellung von Gebühren und Abgaben, die sich lediglich auf die Tatsache der Beschiffung gründen – Abbau von natürlichen oder verwaltungsmäßigen Hindernissen für die Schifffahrtsfreiheit, Instandhaltung des Fahrwassers in gutem und schiffbarem Zustand.
Für schifffahrtsrechtliche Fragen zuständig sind die Rheinschifffahrtsgerichte u. a. in Duisburg-Ruhrort und das Rheinschiffahrtsobergericht Köln. 
Für die Regulierung des Flussbettes sind die Rheinkommissionen der Internationalen Rheinregulierung zuständig.
Die direkten Schutzinteressen der Rheinanliegerstaaten werden vertreten durch die Internationale Kommission zum Schutze des Rheins (IKSR) mit Sitz in Koblenz. Diese internationale Organisation wurde 1950 auf der Basis eines völkerrechtlichen Übereinkommens zwischen den Rheinanliegerstaaten Schweiz, Frankreich, Deutschland und Niederlande sowie Luxemburg und der Europäischen Union gegründet.